# Маєток Василя Симиренка
Маєток Василя Симиренка — садиба підприємця-мецената Василя Симиренка в селі Сидорівка (Київська губернія, нині Корсунь-Шевченківський район, Черкаська область).

## Історія та відомості
Василь Симиренко — один з найбагатших і найщедріших людей кінця 19 — початку 20 століття. 10 відсотків доходів цукрозаводчик систематично перераховував на розвиток української культури. Село Сидорівка на той час було своєрідним духовним центром, з театром, бібліотекою. Симиренко побудував свій маєток у стилі неокласицизму. Це був затишний і гостинний дім. Господарі планували заснувати в селі й народну школу, але через заборону викладання українською мовою відхилили задумане. 

## Архітектура та функціональне використання садиби
Садиба знаходилась на південно-східній околиці села осторонь селянських хат. Великий сад біля будинку славився на всю округу. Неокласична будівля була зведена з міцної цегли. Будівля вирізнялася монументальним виглядом, стійкою конструкцією і деталізацією фасадів. Будинок прикрашали чотири цегляні колони з лаконічним ордером, декоративний кам'яний карниз, великі прямокутні вікна.
Інтер’єр вирізнявся бібліотекою, де серед книг стояли фігурки історичних і міфологічних персонажів. 
Симиренки, не маючи дітей, прагнули, щоб маєток служив громаді й дітям. Так і сталося. Після 1919 року будинок Василя Симиренка використовували як школу — 4‑класну, семирічку, а потім середню. Так продовжувалося з 1919 до 1985 року. Потім звели нову школу, і стара будівля стала непотрібною, зазнала руйнування. 

## Патронська спадщина
За заповітом маєток у Сидорівці дружина Софія Іванівна передала на заснування садівничої школи ім. Симиренка, а решту майна на розвиток народного університету українською мовою в Києві та на підтримку Українського наукового товариства. 

## Сьогоднішній стан
На початку ХХІ століття від будинку Василя Симиренка майже нічого не лишилося. Дах провалений, дубові перекриття зруйновані, двері й підлоги розібрані — таке свідчення занедбаності й байдужості. Цегляні колони перед входом, які раніше додавали урочистості неокласичному стилю, всі впали. А ось каркас споруди продовжує стояти серед зарослів, адже споруджували маєток із добротної цегли, використовували новітні технології.